# Nhà xuất bản Y học
Nhà xuất bản Y học, tên đầy đủ là Công ty TNHH một thành viên Nhà xuất bản Y học, là nhà xuất bản các tài liệu và sách về y học. Nhà xuất bản có tên giao dịch bằng tiếng Anh là Medical Publshing House, thể đầy đủ là Medical Publishing House one member Company Limited, viết tắt MPH Co., LTD .
Nhà xuất bản Y học được thành lập theo Quyết định số 906-BYT/HL ngày 31 tháng 10 năm 1959. Nhà xuất bản Y học là một đơn vị trực thuộc Bộ Y tế .
Nhà xuất bản có trụ sở tại địa chỉ số 352, phố Đội Cấn, phường Cống Vị, quận Ba Đình, Hà Nội.

## Chức năng
Nhà xuất bản có chức năng chính là tổ chức biên soạn, xuất bản, in ấn và phát hành các loại xuất bản phẩm về lĩnh vực khoa học kỹ thuật, quản lý kinh tế, pháp luật, chính trị xã hội phục vụ ngành Y tế, góp phần nâng cao dân trí, xây dựng văn hóa đọc theo quy định của Luật Xuất bản .
- Tổ chức sản xuất kinh doanh có hiệu quả để thực hiện nhiệm vụ bảo toàn và phát triển vốn do Chủ sở hữu đầu tư trên cơ sở tuân thủ mọi quy định của pháp luật.
- Thực hiện các dịch vụ công ích về xuất bản các ấn phẩm về văn hóa đọc phục vụ công tác phòng, bảo vệ và nâng cao sức khỏe nhân dân.
- Công ty chịu sự quản lý của Nhà nước, của Bộ Y tế, đồng thời chịu sự quản lý và chỉ đạo của Ban Tuyên giáo Trung ương, Bộ Thông tin và Truyền thông về tư tưởng chính trị và chuyên môn xuất bản.
- Thực hiện các dự án về văn hóa xã hội tuân theo đơn đặt hàng và sự phân công của Nhà nước.